# Krämerbrücke

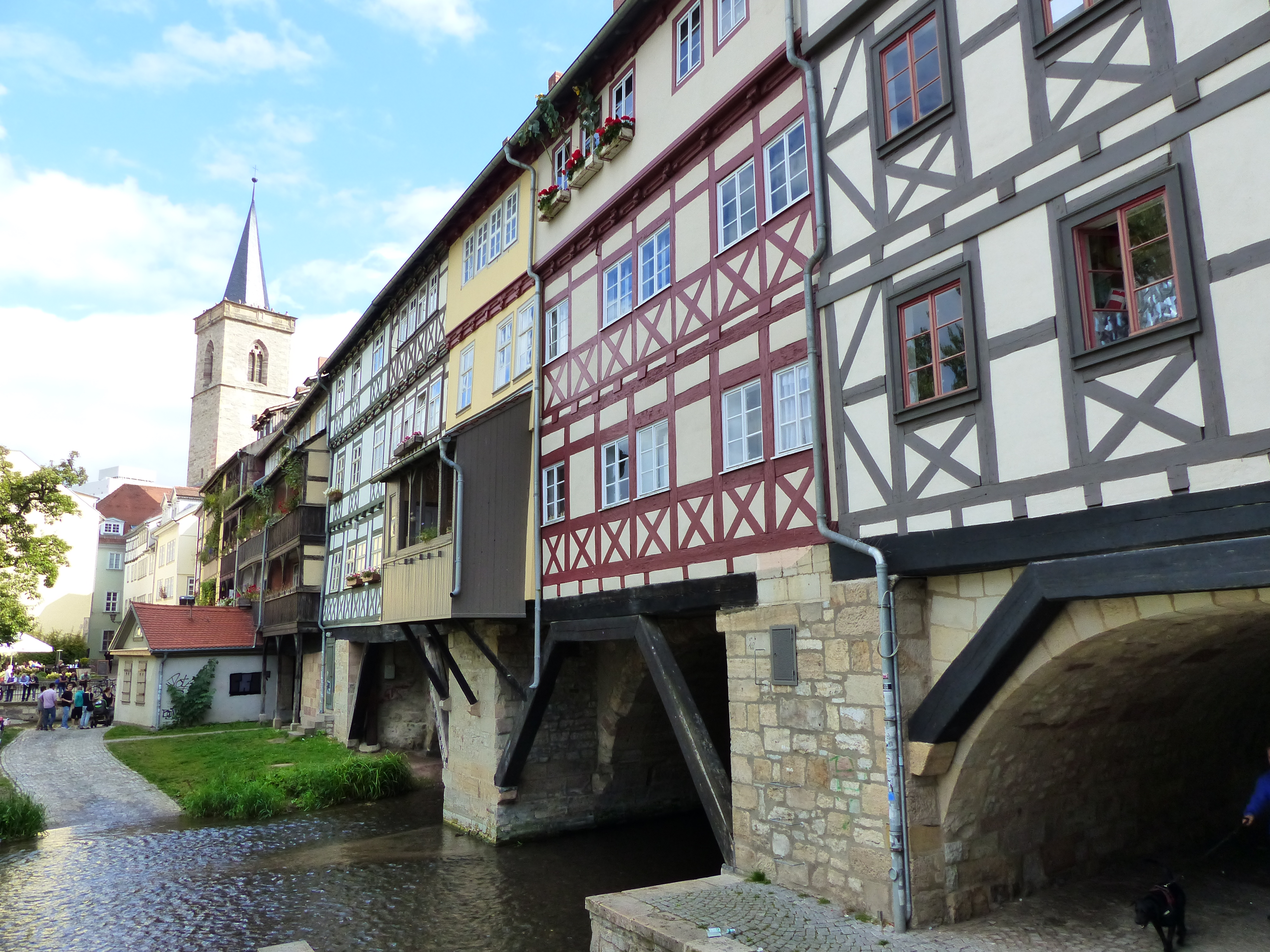
Krämerbrücke

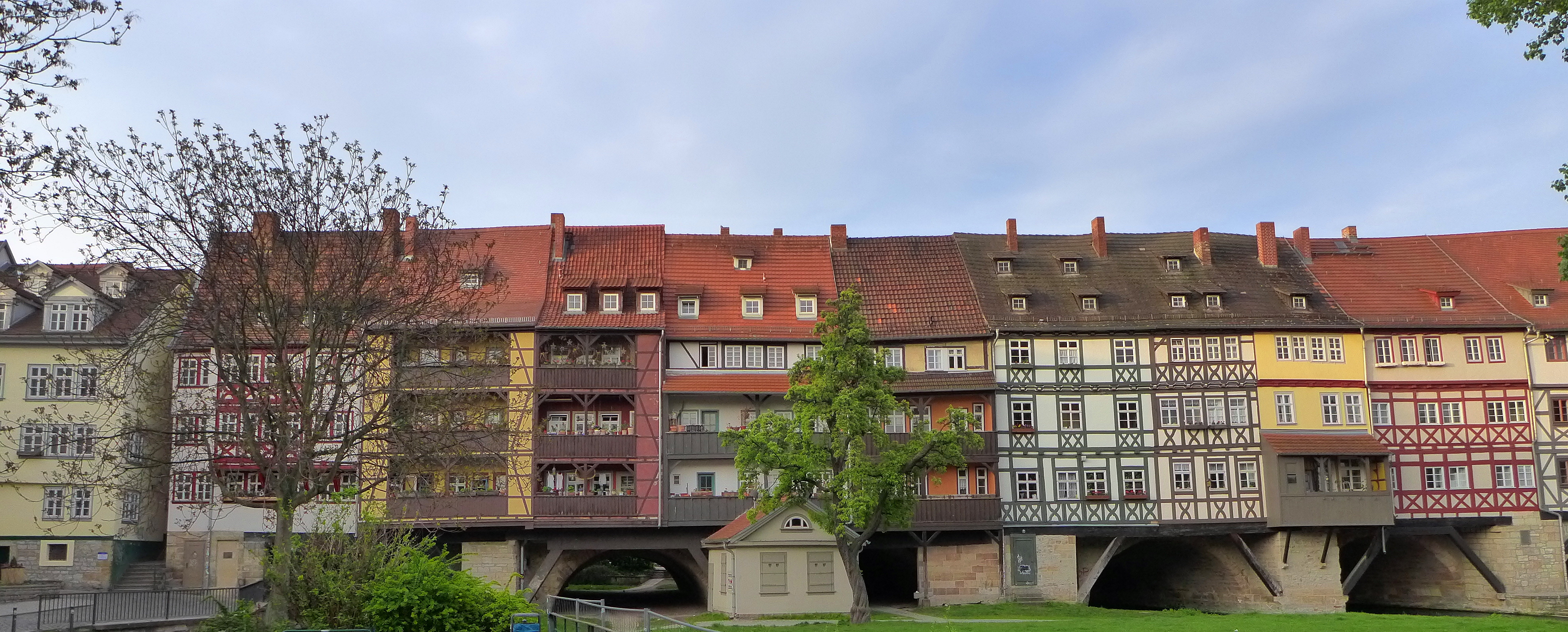
Krämerbrücke

De Krämerbrücke is een middeleeuwse boogbrug in het Duitse Erfurt, die bebouwd is met vakwerkhuizen en waarover een gekasseide straat loopt (Via Regia). Het is een van de weinige bebouwde bruggen ter wereld, samen met de Ponte Vecchio in Firenze, Pulteney Bridge in Bath, High Bridge in Lincoln en de Rialtobrug in Venetië. 
De 125 meter lange stenen brug over de Breitstrom (zijrivier van de Gera) dateert uit 1325. 